# Pieces (L'Arc〜en〜Cielの曲)
「Pieces」（ピーシーズ）は、日本のロックバンド、L'Arc〜en〜Cielの16作目のシングル。1999年6月2日発売。発売元はKi/oon Records。

## 概要
前作「HEAVEN'S DRIVE」以来約1ヶ月半ぶりとなる1999年第2弾シングル。1999年7月に2枚同時で発売された6thアルバム『ark』、7thアルバム『ray』の先行シングルとなっている。
本作の表題曲「Pieces」は、子どもに対する親の視点で綴られたリリックが印象的な、ストリングスを多用した静かで柔らかな広がりを感じさせるバラードに仕上げられている。この曲は、疾走感のあるロック・ナンバーである前作「HEAVEN'S DRIVE」から打って変わり、ニューウェイヴの雰囲気を感じるシンセ音が印象的なバラードとなっている。前作から曲の雰囲気ががらりと変わるため、hydeは本作発売当時のインタビューで、この曲の印象について「同じバンドなのかなぁと。ビックリしますね（笑）」と語っている。余談だが、シンガーソングライターのaikoが2000年に、自身がパーソナリティーを務めていたニッポン放送系ラジオ番組『aikoの@llnightnippon.com』で、この曲をピアノの弾き語りでカバーしている。（詳細は楽曲解説の項目を参照）
また、カップリング曲には、yukihiroが手掛けたリミックス音源「fate -fake fate mix-」が収録されている。

## リリース

### リリースの経緯
今回のシングルリリースは、レコード会社のスタッフからの提案がきっかけで決まったものだったという。表題曲を制作していた当初メンバーは、1998年からシングルを立て続けにリリースしていたため、「シングルを出し過ぎている」と感じていた。そのため、この曲をシングル化する案はあったものの、一旦見直されることになったという。ただ、スタッフがシングル化を推薦したことから、本作のリリースが決定したという背景がある。
tetsuyaは本作発売当時に受けたインタビューの中で、当初のリリースプランについて「アルバムを6月下旬に出す予定やったから、4月にシングル1枚、5月にも1枚、で、6月アルバムというプランだった。でも、いろいろ考えて"これじゃ、去年といっしょだよ"ということになって。"出しすぎや"と」「「HEAVEN'S DRIVE」だけで、アルバムにつなげようという考えで」と語っている。

### リリース形態
本作は、通常盤（CD）の1形態でリリースされている。初回限定仕様はスーパーピクチャーCDレーベル、3面デジパックになっている。

### チャート
本作は発売初週となる1999年6月14日付のオリコン週間シングルチャートで、前作「HEAVEN'S DRIVE」に続き4作連続通算7作目となる首位を獲得している。アルバム発売に先駆けた先行シングルかつ、発売当初はタイアップが付いていない作品であったが、オリコン調べでは初週売上約48.4万枚、累計売上では約73.5万枚を売り上げており、L'Arc〜en〜Cielのバラードソングの中ではヒット作となっている。

## ミュージックビデオ
表題曲「Pieces」のミュージック・ビデオは、CMディレクターの高田雅博がディレクター、CMプランナーの多田琢がクリエイティブディレクションを務めた作品となっている。
映像は、1本の短剣をめぐる100年にわたる物語をバックとした大作となっている。ストーリーは、イタリア領の島、シシリーにある屋敷の主の孤独な老人が、自らの悲運を嘆き1本の短剣に100年の呪いをかけたところから始まる。この老人がかけた呪いは「短剣の持ち主が自らの意志に反して人を殺めてしまう」というもので、主人の企みに気付いた執事は短剣を人知れず処分しようと考えた。しかし、短剣にこめられた呪いは既に始まっており、短剣を手に取った執事は敬愛してきた主人の胸に短剣を突き立ててしまう。その後、短剣はロンドン、ワルシャワ、香港、シカゴと様々な都市を巡り、手に取った人々に殺人を実行させていく。そして、呪いをかけてちょうど100年がたったとき、短剣はニューヨークで雑貨の路上販売をしている男の手に渡ることとなる。男が短剣を手に取った瞬間、自分には覚えのない、短剣が見てきた幾つもの光景が目まぐるしく脳裏を駆け巡った。さらに男は「今から100年の後、この1本の短剣がこの世の終末をもたらすように…」という悪意に満ちた老人の声を聞いてしまう。その直後、男は「呪いを解くために"最後の男"にこの短剣を渡しなさい」という老人とは別の誰かの囁きを聞き、呪いから逃れるため"最後の男"を待つことにする。この"最後の男"こそがhydeであり、男は路上を歩いていたhydeに短剣を売却する。そして呪いを最後に受けたhydeは、回転扉を通ろうとするメンバー3人の最後尾にいたtetsuyaの背中に短剣を突き刺してしまう、といった物語になっている。なお、映像のラストには、hydeが椅子に座りうなだれているシーンが挿入されている。このシーンでは、映像の最初に登場した呪いをかけた老人が椅子に座っている姿と、hydeの姿が重なるような演出になっている。ちなみにこの物語の詳細は、特設サイトにて、シングル発売週から4週に分けて公開されている。
この映像の製作を振り返るインタビューにおいて、クリエイティブディレクターを務めた多田琢は、楽曲を聴いた時の印象について「曲のイメージが、なんかこう、100年ぐらいの歳月に渡った、長い時間の話って言うんですかね、そういう曲のイメージがしたんですね。歌詞を読みこんでっていうよりも、聴いた感じが、一瞬の出来事の話の曲っていうよりは、単位としては10年とか100年っていう単位のメロディに聴こえたんですよ」「そういうスパンの、何年にもわたる話っていうのがいいなっていうが、最初に浮かんだイメージなんですよね」と語っている。この発想が、長い年月を巡る壮大なストーリー仕立てのミュージック・ビデオのもとになっているという。
余談だが、hydeが短剣でtetsuyaを刺すシーンにおいて、tetsuyaの耳元でhydeが何かを囁いている映像が挿入されている。hyde曰く、このシーンでは、世界中で広く用いられている呪文の一つである「アブラカダブラ」をアドリブでつぶやいていたという。また、映像の中には、ビルの屋上からtetsuyaが飛び降りるシーンがあるが、多田曰く、これはtetsuya本人の希望により映像撮影を行ったという。
なお、この映像は公開年の1999年に、音楽専門チャンネル『スペースシャワーTV』が主催した音楽賞「SPACE SHOWER Music Video Awards 99」において「BEST VIDEO OF THE YEAR」を受賞している。
また、このミュージック・ビデオは、1999年8月11日に発表したクリップ集『CHRONICLE』に初収録されている。さらに、2019年12月11日に、公式YouTubeアーティストチャンネルにおいてYouTube Music Premium限定で映像の有料公開が開始されている。有料公開開始から約2年4ヶ月後となる2022年4月15日からは、同サイトで映像の無料公開が開始されている。
| #0 Preview (公開日：May.25, 1999) ミュージック・ビデオのラッシュ映像を公開 #1 Prologue (公開日：Jun.2, 1999) 1899年、シシリーにある没落貴族の屋敷を舞台としたストーリーを公開。 #2 Long Preview (公開日：Jun.9, 1999) ミュージック・ビデオのプレビューにて、30秒のロングバージョンを公開。 #3 From London to Warsaw (公開日：Jun.9, 1999) 1927年、ロンドンにあるアンティークショップを舞台としたストーリーを公開。 1940年、ワルシャワにある森を舞台としたストーリーを公開。 | #4 HongKong (公開日：Jun.16, 1999) 1964年、香港の九龍島を舞台としたストーリーを公開。 #5 From Chicago to New York (公開日：Jun.23, 1999) 1972年、シカゴにある郊外の住宅を舞台としたストーリーを公開。 1999年、ニューヨークの35丁目路上を舞台とした最後のストーリーを公開。 |

## 収録曲
| #         | タイトル                 | 作詞      | 作曲      | 編曲                          | 時間  |
| --------- | ------------------------ | --------- | --------- | ----------------------------- | ----- |
| 1.        | 「Pieces」               | hyde      | tetsu     | L'Arc〜en〜Ciel, Hajime Okano | 5:49  |
| 2.        | 「fate -fake fate mix-」 | hyde      | ken       | Remixed by yukihiro           | 6:58  |
| 合計時間: | 合計時間:                | 合計時間: | 合計時間: | 合計時間:                     | 12:47 |

## 楽曲解説
1. Pieces
  - 作詞: hyde / 作曲: tetsu / 編曲: L'Arc〜en〜Ciel & Hajime Okano

ストリングスを多用した静かで柔らかな広がりを感じさせるバラードソング。作曲を担当したtetsuya曰く、1998年の年末にこの曲のイントロ、Aメロ、Bメロを制作していたといい、サビは1999年を迎えてから時間をかけて作ったという[9]。この曲の制作イメージについて、tetsuyaは「僕、個人的に『HEART』の最後に入ってる「あなた」がすごく好きなんですよ。それで「あなた」を超えるような名曲を書きたいなと思って。そこからスタートした[3]」と語っている。また、tetsuyaは、アルバム『ark』と『ray』に収録された自身が作曲を担当した楽曲の中で、「一番制作に苦労した楽曲」としてこの曲をあげている。tetsuyaは、この曲の作曲作業を振り返り「ゆったりしたバラードは、普通にやるとつまらなくなっちゃうから。この曲はベース・ラインだけでなく、作曲でも一番苦労しましたね。"普通すぎるメロやな"と思ったら、コード進行を変えたり、転調させたりしてひねっていくんです[10]」と語っている。なお、tetsuyaはこの曲について「自分の祖母を想って作った」と述べている[11][12]。
この曲の印象について、hydeは「この曲は僕が思ってたよりもニュー・ウェイヴっぽい感じに仕上がってるかなと思いますね。シンセの使い方とか、そういう感じがする[2]」と語っている。また、この曲のドラムアプローチについて、yukihiroは「ロック・バラードにならないように、大仰なことはやらないように気をつけてましたね[13]」と述べている。ちなみに、弦編曲作業には、外山和彦とバンドの共同プロデューサーである岡野ハジメに加え、作曲者であるtetsuyaも参加している。
歌詞は、作曲者であるtetsuyaが抱いていた楽曲のテーマをもとにhydeが手掛けている。hydeは作詞作業を振り返り「イメージが広がる前に（作曲者の）tetsu本人にどういう歌詞を書いてほしいか訊きましたからね。割と彼からスラッっとテーマが出てきたんで。時間の流れ、どうしようもない時の流れとか。形あるものは壊れていくじゃないですか。時間はどうしても戻ることはない。（中略）自分の目とか感覚に置き換えて書いていきましたね[2]」と語っている。さらに後年tetsuyaは、この曲の制作におけるhydeとのやり取りを振り返り「「あなた」のときみたいに"こういう思いで曲を書いたから、こういう歌詞が乗ると嬉しい"って伝えたんです[12]」と述べている。
また、この曲の歌詞は、作詞を担当したhyde曰く「親になった気分[2]」で書いたという。そのため、この曲の歌詞は、時間を超えて生命が受け継がれていくことを綴ったリリックとなっている[2]。歌詞のイメージについて、hydeは「親の気持ちになって、俺があの人の親ならこう思ってるだろうなと[2]」と語っている。余談だが、この曲を制作している時期にhydeの親戚が亡くなっており、hydeはそのことが作詞作業に影響したと本作発売当時のインタビューで述懐している[14]。こういったエピソードもあり、歌詞の中には＜いつまでも見守ってあげたいけどもう大丈夫 優しいその手を待ってる人がいるから顔を上げて＞や、＜たくさんの光がいつの日もありますように あなたがいるからこの命は永遠に続いてゆく＞といった残された子どもに向けた親の想いのようなフレーズが取り入れられている。
なお、タイトルの「Pieces（＝かけら）」は「親から見た子ども」を表現したワードとして付けられている[2]。hydeが付けたタイトルの印象について、tetsuyaは「"Pieces=かけら"というのは、ばあちゃんの孫、ばあちゃんのかけらが僕っていう。だからこれ、僕的には恋愛の歌じゃないんですよ[12]」と語っている。
ちなみにこの曲は、L'Arc〜en〜Cielのライヴにおいて「虹」や「あなた」とならび、ラストナンバーとして披露されることが多い。2015年に開催したライヴ「L'Arc〜en〜Ciel LIVE 2015 L'ArCASINO」の最終日公演でもラストナンバーとして披露されているが、この公演においてhydeは＜私のかけらよ＞というアウトロで歌っていたフレーズを、＜私のすべてよ＞というフレーズに変えて歌っている。
6thアルバム『ark』にはアルバムバージョンとなる「ark mix」としてこの曲を収録している。アルバムに収録されたバージョンでは、最後のサビ前のオーケストラのアレンジおよびミックスが本作収録版と異なっている。ちなみに、本作に収録されたシングルバージョンは、2001年に発表したベストアルバム『Clicked Singles Best 13』に初収録されている。
2. fate -fake fate mix-
  - 作詞: hyde / 作曲: ken / リミックス: yukihiro

5thアルバム『HEART』の収録曲「fate」のyukihiroによるリミックス曲。
リミックスを担当したyukihiro曰く、この音源では「ディストーション・ギターをあえて使わずにインダストリアルの雰囲気を表現したい」という考えから[15]、ノイズ混じりのキーボードの音色が採り入れられている[15]。また、イントロにはドイツ語の音声と、ソプラノの女性の声が挿入されている[15]。このドイツ語の音声はテレビからサンプリングしたもので、ソプラノの女性の声はイタリアのオペラ歌手のCDをDJ用CDプレイヤーでテンポを落としたものとなっている[15]。
2000年6月に発表したリミックスアルバム『ectomorphed works』には、このリミックスとは別バージョンの「fate [everybody knows but god mix]」が収録されている。リミックスアルバムに収録されたバージョンの制作では、kenが新たにギターを弾いており[16]、そのテイクをyukihiroが編集したうえで音源に採り入れている。そのため、本作収録版からリミックスの方向性が大幅に変更されている[17]。kenのギターを新たに録ったことについて、yukihiroは「とりあえず、リズムとベースと簡単なシンセだけ入れて渡して、"はい、何か弾いて"って。それを返してもらって、俺が編集し直して…。そういうリミックスをしてみたかったんです[16]」と述べている。なお、kenはリミックス作業の流れを振り返り「文通っぽい感じ[16]」と述懐している。

## タイアップ
Pieces
- ソーテック「e-one 500」CMソング

## 参加ミュージシャン
- hyde：Vocal
- ken：Guitar
- tetsu：Bass
- yukihiro：Drum
- Pieces
  - 外山和彦：Strings Arrangement
  - 岡野ハジメ：Strings Arrangement, Keyboard & Programming
  - tetsu：Strings Arrangement, Keyboard & Programming, Backing Vocal
  - Keiko Abe Strings：Strings
  - 斎藤仁：Keyboard & Programming

## 収録アルバム
オリジナルアルバム
- 『ark』 (#1,アルバムバージョン)

ベストアルバム
- 『Clicked Singles Best 13』 (#1)
- 『The Best of L'Arc〜en〜Ciel 1998-2000』 (#1)
- 『TWENITY 1997-1999』 (#1,アルバムバージョン)

リミックスアルバム
- 『ectomorphed works』 (#2,別リミックスバージョン)

## 受賞
- 『SPACE SHOWER Music Video Awards 99 “BEST VIDEO OF THE YEAR”』